# Прапор Татарбунарського району
Пра́пор Татарбуна́рського райо́ну — офіційний символ Татарбунарського району Одеської області, затверджений 30 червня 2009 року рішенням сесії Татарбунарської районної ради.

## Опис
Прапор являє собою прямокутне синє полотнище зі співвідношенням сторін 2:3, яке поділене по діагоналі з нижнього лівого кута жовтою смугою у вигляді фортечної стіни. У верхньому лівому куті знаходиться жовте сонце, а у нижньому правому розташовані козацька шабля і турецький ятаган, покладені навхрест.